# Aielli
Aielli ist eine italienische Gemeinde mit 1374 Einwohnern (Stand 31. Dezember 2023) in der Provinz L’Aquila in den Abruzzen. Sie liegt 120 Kilometer östlich von Rom und 61 Kilometer südöstlich von L’Aquila.

## Geographie
Aielli liegt nördlich des Fuciner Becken in der Landschaft Marsica am Rande des Monte Sirente. Das Gemeindegebiet gehört zum Regionalpark Sirente-Velino. Zum Gemeindegebiet gehört der Ortsteil Aielli Stazione entlang der Eisenbahn in der Ebene. Weitere Ortsteile sind Borgo Sardellino und Borgo Vicenna.
Aielli ist Mitglied der Comunità Montana Valle del Giovenco.
Die Nachbarorte sind Celano, Cerchio, Collarmele, Ovindoli und San Benedetto dei Marsi.

## Geschichte
Aielli wurde 1280 erstmals als Agellum erwähnt.

## Bevölkerungsentwicklung
| Jahr      | 1861 | 1881 | 1901 | 1921 | 1936 | 1951 | 1971 | 1991 | 2001 | 2011 | 2021 |
| --------- | ---- | ---- | ---- | ---- | ---- | ---- | ---- | ---- | ---- | ---- | ---- |
| Einwohner | 1538 | 1961 | 2202 | 2383 | 2658 | 2778 | 1562 | 1473 | 1477 | 1458 | 1423 |

Quelle: ISTAT

## Verkehr
Aielli liegt in der Nàhe der Autobahn A25 Strada dei Parchi, etwa 20 min. von der Ausfahrt Celano entfernt.
Aielli hat einen Bahnhof an der Bahnstrecke Avezzano – Sulmona.